# Pelaya
Pelaya là một khu tự quản thuộc tỉnh Cesar, Colombia. Thủ phủ của khu tự quản Pelaya đóng tại Pelaya Khu tự quản Pelaya có diện tích 3713 ki lô mét vuông. Đến thời điểm ngày 28 tháng 5 năm 2005, khu tự quản Pelaya có dân số 13812 người.